# Golgota (film)
Golgota este un film dramatic istoric din 1966 regizat de Mircea Drăgan după un scenariu de Nicolae Țic și Mircea Drăgan. În rolurile principale au interpretat actorii Draga Olteanu Matei, Ioana Drăgan, Viorica Farkaș, Violeta Andrei, Reka Nagy, Nunuța Hodoș, Gheorghe Dinică, Sebastian Papaiani, Alexandru Virgil Platon și Sabin Făgărășanu.

## Rezumat
Șase femei, văduve ale minerilor uciși în timpul Grevei de la Lupeni din 1929, luptă pentru câștigarea pensiei de urmaș la care au dreptul. Ele sunt arestate și duse de jandarmi din post în post, cale de zeci de kilometri pe jos. Pe tot parcursul drumului, femeile sunt constrânse să dea declarații prin care renunță la pensii.

## Distribuție
- Draga Olteanu-Matei — Ana Varga, văduva unui miner ucis în timpul Grevei de la Lupeni (menționată Draga Olteanu)
- Ioana Drăgan — Ruxandra Matei, văduva unui miner grevist, femeie însărcinată
- Ibolya Farkas — Eva Lakatos, văduva unui miner grevist, felceriță la spital, femeie cu un copil (menționată Viorica Farkaș)
- Réka Nagy — Maria Daneș, văduva unui miner grevist
- Violeta Andrei — Alexandrina Ionescu, văduva unui miner grevist, femeie cu mintea rătăcită
- Nunuța Hodoș — bătrâna, văduva unui miner și mama unui miner ucis în timpul grevei
- Gheorghe Dinică — sergentul de jandarmi din Lupeni, care a primit ordinul să le convingă pe femei să renunțe la cererea de pensie
- Sebastian Papaiani — Petre, jandarmul din Lupeni care o arestează pe Ana Varga
- Alexandru Virgil Platon — Pohoață, caporalul de jandarmi din Corlați care conduce convoiul (menționat Al. Virgil Platon)
- Sabin Făgărășanu — plutonier de jandarmi, șeful postului de jandarmi din Băcești
- Gheorghe Pătru — Anton Ciutoș (Csutás), caporalul de jandarmi din Lupeni care conduce convoiul femeilor arestate
- Ștefan Ciobotărașu — Varga, miner participant la Greva de la Lupeni
- George Mărutză — directorul Minei Lupeni (menționat George Măruță)
- Ilarion Ciobanu — Ion Dăneț, miner participant la Greva de la Lupeni
- Mihai Berechet — cpt. Măeruș, comandantul detașamentului de jandarmi
- Nicolae Turcu — Ispas, jandarmul din Corlați care însoțește convoiul
- Ion Porsilă — Lixandru, fruntașul de jandarmi din Lupeni
- Ștefan Bănică — Pogor, jandarmul din Lupeni care o arestează pe Ana Varga
- Ion Vîlcu — Marinache, jandarmul din Lupeni care o cară pe bătrână
- Dem. Savu — plutonier de jandarmi, șeful postului de jandarmi din Corlați
- Dumitru Drăcea
- Cătălin Mexi
- Mircea Pînișoară
- Marcel Popa
- Florin Plaur
- Dinu Gherasim — prefectul județului (nemenționat)
- Toma Dimitriu — comandantul legiunii județene de jandarmi (nemenționat)
- Boris Ciornei — ofițer de jandarmi, poet (nemenționat)
- Colea Răutu — Petre Letean, miner participant la Greva de la Lupeni (nemenționat)
- Willy Ronea — inginerul minei (nemenționat)
- Costel Constantinescu — Mateianu (nemenționat)
- Dem Niculescu — ofițer de jandarmi (nemenționat)
- Mihai Vasile Boghiță — miner participant la Greva de la Lupeni (nemenționat)

## Producție
A fost produs de Studioul Cinematografic București. Filmările au avut loc în perioada mai 1966 - 1 iulie 1966; cele exterioare la Sighișoara, Lupeni, Corlați, Băcești și Nanu, iar cele interioare la Buftea. Cheltuielile de producție s-au ridicat la 2.920.000 de lei. 

## Primire
Filmul a fost vizionat de 1.985.091 de spectatori în cinematografele din România, după cum atestă o situație a numărului de spectatori înregistrat de filmele românești de la data premierei și până la data de 31 decembrie 2014 alcătuită de Centrul Național al Cinematografiei.